# Động đất ngoài khơi Fukushima 2022
Động đất ngoài khơi Fukushima 2022 (/ 福島県沖地震 Fukushimaken'oki jishin) là trận động đất xảy ra vào lúc 23:36 (theo giờ địa phương) ngày 16 tháng 3 năm 2022. Trận động đất có cường độ 7,4 MJMA  trên thang cường độ địa chấn của Cơ quan Khí tượng Nhật Bản (JMA), trong khi Cơ quan Khảo sát Địa chất Hoa Kỳ (USGS) đưa ra ước tính là 7,3 Mw . Ngay sau khi động đất xảy ra, cảnh báo sóng thần 1m đã được ban bố tại tỉnh Miyagi và tỉnh Fukushima. Hậu quả trận động đất làm 4 người chết, hơn 200 người bị thương, một số nhà cửa bị sập, hư hại, các dịch vụ điện nước tạm thời bị cắt. Ngoài ra, Tohoku Shinkansen bị trật bánh. Đây là trận động đất xảy ra chỉ sau 5 ngày tưởng niệm 11 năm thảm hoạ động đất và sóng thần Nhật Bản năm 2011.

## Sóng thần
| Địa điểm                    | Thời điểm sóng thần   | Chiều cao ghi nhận |
| --------------------------- | --------------------- | ------------------ |
| Iwaki, Fukushima            | 17 tháng 3, 00:36 JST | nhỏ                |
| Ayukawa, Ishinomaki, Miyagi | 17 tháng 3, 01:41 JST | 10 cm              |
| Sendai Port, Miyagi         | 17 tháng 3, 01:46 JST | 20 cm              |
| Ishinomaki Port, Miyagi     | 17 tháng 3, 02:14 JST | 30 cm              |
| Sōma, Fukushima             | 17 tháng 3, 03:15 JST | 0.2                |

Một cơn sóng thần có chiều cao 20 cm đã được ghi nhận bởi Cục Khí tượng Nhật Bản tại cảng Ishinomaki, Miyagi lúc 00:29 theo giờ địa phương và một cơn sóng thần khác có chiều cao 30 cm lúc 02:14. Tại cảng Sendai, tỉnh Miyagi, chiều cao sóng thần 20 cm vào lúc 03:15 theo giờ địa phương. Ở Ōfunato, một cơn sóng thần nhỏ đã được phát hiện. Trận động đất không tạo ra sóng thần lớn do độ sâu tâm chấn của nó, gây ra ít sự nâng lên mực nước biển và chỉ tạo ra sự dịch chuyển nhỏ bề mặt nước biển.

## Tranh cãi

### Mối liên hệ dư chấn của các trận động đất trước đây
Trận động đất trên có thể là dư chấn của Động đất và sóng thần Tōhoku 2011. Theo một quan chức của Cục Khí tượng Nhật Bản, trận động đất Fukushima 2022 có tâm chấn rất gần với tâm chấn của một trận động đất một năm trước vào tháng 2 năm 2021 và có thể có mối liên hệ giữa hai trận động đất. Mặc dù trận động đất Fukushima năm 2021 được coi là một dư chấn, nhưng khoảng cách thời gian lớn sau năm 2011 khiến việc xác định nó trở nên khó khăn. Việc xác định xem trận động đất năm 2022 có phải là dư chấn hay không cũng là một thách thức vì trận động đất có cơ chế đứt gãy khác. Trận động đất trên có thể khác với trận động đất năm 2011 ở chỗ trận động đất năm 2022 có thể xảy ra bên trong mảng Thái Bình Dương đang hút chìm trong khi trận động đất năm 2011 xảy ra trên ranh giới giữa mảng Thái Bình Dương và mảng Okhotsk.